# ناوشکن کلاس گرام
ناوشکن کلاس گرام (به انگلیسی: Grom-class destroyer) یک کلاس از کشتی است که طول آن 114 m می‌باشد.